# Forsa tingslag
Forsa tingslag, var ett tingslag i nordöstra Hälsingland i Gävleborgs län. 
Tingslaget uppgick 1907 i Forsa och Bergsjö tingslag.
Domsaga var från 1771 Norra Hälsinglands domsaga, Hälsinglands domsaga dessförinnan.

## Socknar
- Forsa socken
- Idenors socken
- Ilsbo socken
- Hälsingtuna socken
- Högs socken
- Rogsta socken